# Jorge Franco Ramos

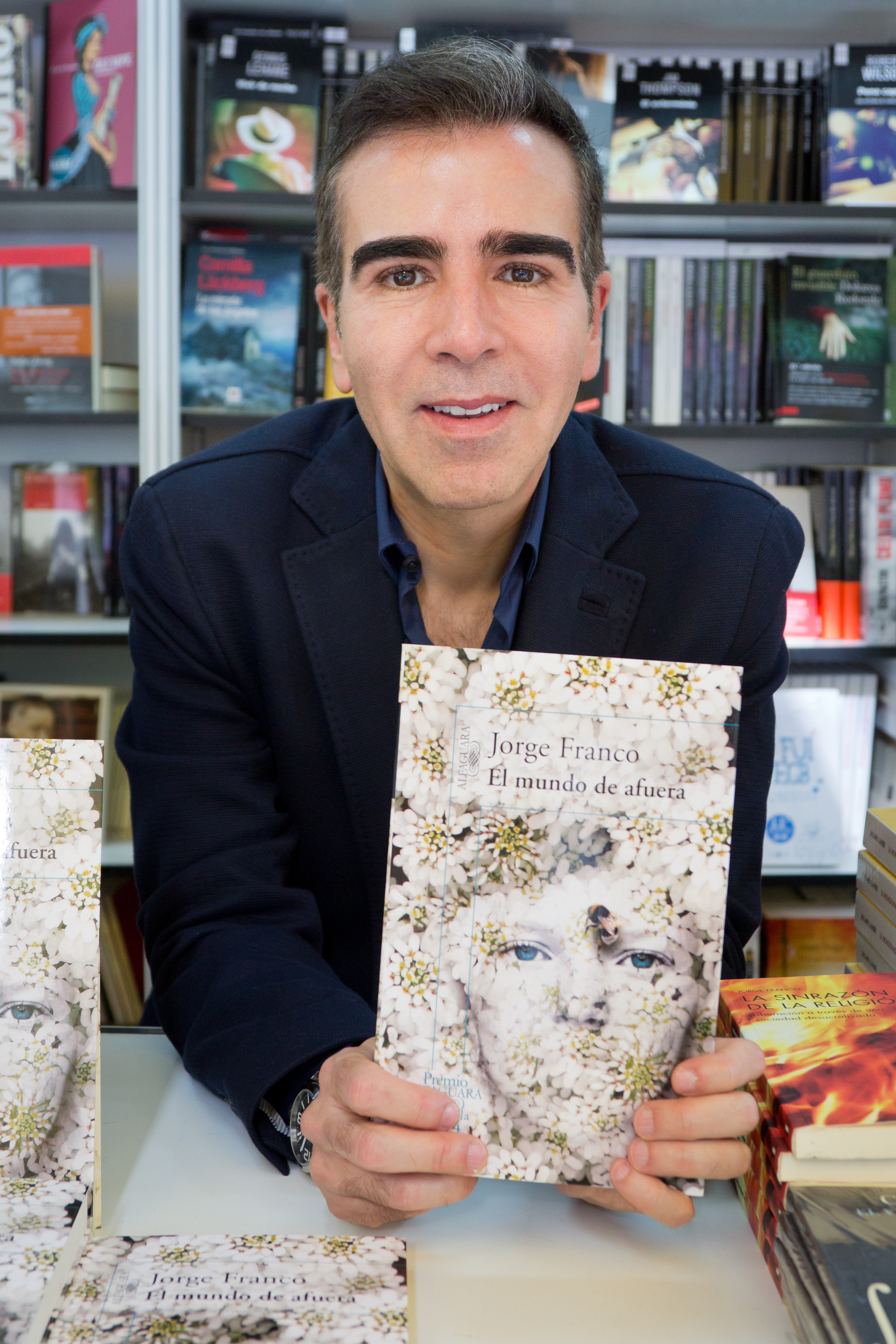
Jorge Franco auf der Madrider Buchmesse 2014 mit seinem Roman El mundo de afuera.

Jorge Franco Ramos (* 1962 in Medellín, Kolumbien) ist ein kolumbianischer Schriftsteller.

## Leben
Jorge Franco studierte Literatur an der Päpstlichen Universität Xaveriana und Filmwissenschaften an der London Film School. Anschließend nahm er an der Literarischen Werkstatt der Öffentlichen Bibliothek in Medellín teil. 1996 debütierte er mit der Liebesgeschichte Maldito amor als Schriftsteller. 2014 wurde Franco für El mundo de afuera mit dem Premio Alfaguara de Novela ausgezeichnet.
Sein Buch Rosario Tijeras wurde 2004 für das Kino und 2010 für das kolumbianische Fernsehen in Form einer 60-teiligen Serie verfilmt.

## Werke (Auswahl)
- Maldito amor (1996)
- Mala noche (1997)
- Rosario Tijeras (1999)
- Paraíso Travel (2002)
- Melodrama (2006)
- Santa Suerte (2010)
- Don Quijote de la Mancha en Medellín (2012)
- El mundo de afuera (2014)